# Westerloh
Westerloh war eine Gemeinde im Amt Delbrück des Kreises Paderborn in Nordrhein-Westfalen und bestand aus den drei Ortsteilen Lippling, Schöning und Steinhorst. Im Jahr 2012 lebten auf dem Gebiet der ehemaligen Gemeinde etwas weniger als 4200 Einwohner.

## Geschichte
Die beiden Bauerschaften Westerloh und Osterloh gehörten bis zu den Napoleonischen Kriegen zum Küchenamt Delbrück im Hochstift Paderborn. Im Königreich Westphalen bildeten sie seit 1807 die Gemeinde Westerloh im Kanton Delbrück des Distrikts Paderborn im Departement der Fulda. 1816 kam die Gemeinde Westerloh zum neuen Kreis Paderborn, in dem sie zum Amt Delbrück gehörte. Zum 1. Januar 1975 wurde Westerloh nach § 23 des Sauerland/Paderborn-Gesetzes mit den Gemeinden Delbrück, Hagen, Ostenland und Westenholz des Amtes Delbrück sowie mit den Gemeinden Anreppen, Bentfeld und Boke des Amtes Salzkotten-Boke (Kreis Büren) zu der neuen amtsfreien Stadt Delbrück zusammengeschlossen. Seitdem sind die drei bisherigen Ortsteile dieser Gemeinde gleichberechtigte Stadtteile neben den sieben anderen der neuen Stadt Delbrück.
Die Herkunft des Namens Westerloh wird regional so erklärt: es haben sich die ersten Siedler früher am westlichen Rand des Waldes niedergelassen, das Wort Loh steht für eine große Waldfläche oder Lichtung. Westerloh bedeutet also westlich vom Wald.